# Zadniaja (rejon totiemski)
Zadniaja (ros. Задняя) – wieś w Rosji, w rejonie totiemskim obwodu wołogodzkiego. W 2010 r. liczyła 438 mieszkańców.